# National Amateur Cup
A National Amateur Cup, também conhecida como USASA Amateur Cup, é uma competição de futebol nos Estados Unidos, aberta a todas as equipas filiadas na Federação Americana de Futebol. A liga é afiliada a United States Adult Soccer Association. É tido como o maior torneio do gênero no país.[carece de fontes?]

## Títulos
| Ano  | Campeão                                          | Vice-Campeão                          |
| ---- | ------------------------------------------------ | ------------------------------------- |
| 1923 | Incompleto                                       |                                       |
| 1924 | Fleisher Yarn                                    | Chicago Swedish-Americans             |
| 1925 | Toledo S.C.                                      | Weekawken McLeod Council              |
| 1926 | New Bedford Defenders                            | Pittsburgh Heidelberg SC              |
| 1927 | Pittsburgh Heidelberg SC                         | New Bedford La Flamme Cobblers        |
| 1928 | Swedish Americans Fall River Powers Hudson Essex | Tie                                   |
| 1929 | Pittsburgh Heidelberg SC                         | Newark First German SC                |
| 1930 | Fall River Rafferty                              | Pittsburgh Gallatin SC (forfeit)      |
| 1931 | Akron Goodyear                                   | New Bedford Black Cats                |
| 1932 | Cleveland Shamrocks                              | New Bedford Santo Cristo              |
| 1933 | Philadelphia German-Americans                    | Pittsburgh McKnight Beverage          |
| 1934 | Philadelphia German-Americans                    | Pittsburgh Heidelberg SC              |
| 1935 | W. W. Riehl SC                                   | Fall River All-Americans              |
| 1936 | Brooklyn DSC Germans                             | Pittsburgh Castle Shannon             |
| 1937 | Trenton Highlander                               | Pittsburgh Castle Shannon             |
| 1938 | Fall River Ponta Delgada                         | Pittsburgh Heidelberg SC              |
| 1939 | Fall River St. Michael’s                         | Pittsburgh Gallatin S.C.              |
| 1940 | Morgan Strasser                                  | Fall River Firestone                  |
| 1941 | Fall River S.C.                                  | Detroit Chrysler S.C.                 |
| 1942 | Fall River S.C.                                  | Morgan Strasser                       |
| 1943 | Morgan Strasser                                  | Baltimore Santa Maria S.C.            |
| 1944 | S.C. Eintracht                                   | Morgan Strasser                       |
| 1945 | S.C. Eintracht                                   | Raferty’s                             |
| 1946 | Fall River Ponta Delgada                         | Pittsburgh Castle Shannon             |
| 1947 | Fall River Ponta Delgada                         | St. Louis Carondelets                 |
| 1948 | Fall River Ponta Delgada                         | Pittsburgh Curry Vets                 |
| 1949 | Elizabeth S.C.                                   | Zenthoefer Furs                       |
| 1950 | Fall River Ponta Delgada                         | Pittsburgh Harmarville                |
| 1951 | German-Hungarian S.C.                            | Pittsburgh Harmarville                |
| 1952 | St. Louis Raiders                                | Ludlow Lusitano                       |
| 1953 | Fall River Ponta Delgada                         | Chicago Slovaks                       |
| 1954 | Pittsburgh Beadling                              | St. Louis Simpkins-Ford               |
| 1955 | Pittsburgh Heidelberg Tornados                   | A.A.C. Eagles                         |
| 1956 | St. Louis Kutis S.C.                             | Philadelphia Ukrainians               |
| 1957 | St. Louis Kutis S.C.                             | Rochester Ukrainian                   |
| 1958 | St. Louis Kutis S.C.                             | Pittsburgh Beadling                   |
| 1959 | St. Louis Kutis S.C.                             | Detroit St. Andrew Scots              |
| 1960 | St. Louis Kutis S.C.                             | Patchogue S.C.                        |
| 1961 | St. Louis Kutis S.C.                             | Hartford Italian-American Stars       |
| 1962 | Detroit Carpathia                                | New Brunswick American Hungarian      |
| 1963 | Rochester Italian-American                       | St. Louis St. Ambrose                 |
| 1964 | Chicago Schwaben                                 | Philadelphia United German-Hungarians |
| 1965 | Philadelphia United German-Hungarians            | St. Louis St. Ambrose                 |
| 1966 | Chicago Kickers                                  | Rochester Italian Americans           |
| 1967 | Hartford Italians                                | St. Louis Kutis S.C.                  |
| 1968 | Chicago Kickers                                  | Detroit Carpathia Kickers             |
| 1969 | Washington British Lions                         | St. Louis Kutis S.C.                  |
| 1970 | Chicago Kickers                                  | Philadelphia United German-Hungarians |
| 1971 | St. Louis Kutis S.C.                             | Cleveland Inter-Italians              |
| 1972 | St. Louis Busch S.C.                             | New Bedford Portuguese                |
| 1973 | Philadelphia Inter                               | San Jose Grenadiers                   |
| 1974 | Philadelphia Inter                               | St. Louis Big Four Chevrolet S.C.     |
| 1975 | Chicago Kickers                                  | Kearny Scots                          |
| 1976 | Milwaukee Bavarian SC                            | Trenton Extension                     |
| 1977 | Denver Kickers                                   | Philadelphia United German-Hungarian  |
| 1978 | Denver Kickers                                   | Cleveland Inter-Italia                |
| 1979 | Atlanta Datagraphic                              | San Francisco Glens                   |
| 1980 | St. Louis Busch Bavarian                         | Atlanta Datagraphic                   |
| 1981 | St. Louis Busch Bavarian                         | Philadelphia Bayern                   |
| 1982 | Seattle Croatia                                  | Virginia Kicks                        |
| 1983 | Denver Kickers                                   | Milwaukee Bavarian SC                 |
| 1984 | Dallas Mean Green                                | Detroit Ukrainian S.C.                |
| 1985 | Club España                                      | Washington F.C. Mitre Eagles          |
| 1986 | Fairfax Spartans                                 | St. Louis Busch                       |
| 1987 | Polish American Eagles, Yonkers, NY              | Atlanta Datagraphic                   |
| 1988 | Dallas Mean Green                                | Philadelphia Inter                    |
| 1989 | A.A.C. Eagles                                    | Philadelphia Inter                    |
| 1990 | St. Petersburg Kickers                           | San Francisco Glens                   |
| 1991 | St. Louis Scott Gallagher                        | San Francisco El Farolito             |
| 1992 | Madison 56ers                                    | IFC Greensboro                        |
| 1993 | Seattle Murphy’s Pub                             | St. Louis Scott Gallagher             |
| 1994 | Denver Kickers                                   | A.A.C. Eagles                         |
| 1995 | Denver Kickers                                   | Team Lapine                           |
| 1996 | Washington Iberia                                | Dallas Speed                          |
| 1997 | St. Petersburg McCormick Kickers                 | Milwaukee Sport Club                  |
| 1998 | Chicago Schwaben                                 | Los Angeles Cazal                     |
| 1999 | Detroit Arsenal                                  | Philadelphia United German-Hungarians |
| 2000 | Southfield Arsenal                               | North Texas Legends                   |
| 2001 | Milwaukee Bavarian SC                            | Santa Clara Sporting Club             |
| 2002 | Milwaukee Bavarian SC                            | Baltimore Colts                       |
| 2003 | Milwaukee Bavarian SC                            | St. Petersburg Kickers                |
| 2004 | Assyrian Winged Bull                             | Denver Kickers                        |
| 2005 | Washington Hibernian Saints                      | Maryland Allied S.C.                  |
| 2006 | Azzurri                                          | HNK Zirinski                          |
| 2007 | Boston Olympiakos                                | A.A.C. Eagles                         |
| 2008 | Florida Kickers                                  | Baltimore Colts                       |
| 2009 | Aegean Hawks                                     | A.A.C. Eagles                         |
| 2010 | Boston Olympiakos                                | Carpathia Kickers                     |
| 2011 | RWB Adria                                        | PSA Elite                             |
| 2012 | Battery Park Gunners                             | RWB Adria                             |
| 2013 | RWB Adria                                        | ASC New Stars                         |
| 2014 | New York Greek Americans                         |                                       |
| 2015 | Quinto Elemento FC                               | Maryland Bays                         |
| 2016 | Christos FC                                      | Milwaukee Bavarian SC                 |
| 2017 | Lansdowne Bhoys FC                               | Milwaukee Bavarian SC                 |
| 2018 | Milwaukee Bavarian SC                            | West Chester United                   |
| 2019 | Newtown Pride FC                                 | Horizon FC                            |